# Luiza Łańcuchowska
Luiza Łańcuchowska, po mężu Gąsiewska (ur. 1 czerwca 1976) – polska lekkoatletka, sprinterka, mistrzyni i reprezentantka Polski.

## Kariera sportowa
Była zawodniczka Skry Warszawa.
Na mistrzostwach Polski seniorów na otwartym stadionie zdobyła trzynaście medali, w tym pięć razy z rzędu złote medale w sztafecie 4 × 400 metrów, (1998, 1999, 2000, 2001 i 2002), złoty medal w sztafecie 4 × 100 metrów w 2001, srebrny medal w sztafecie 4 x 100 metrów w 2002, brązowe medale w biegu na 400 metrów w 2001 i 2003, brązowe medale w sztafecie 4 x 100 metrów w 1996 i 2004 i brązowe medale w sztafecie 4 x 400 metrów w 1997 i 2004.
Na halowych mistrzostwach Polski seniorów wywalczyła trzy medale: złoty w biegu na 400 metrów w 2003, srebrny w biegu na 400 metrów w 2000 i brązowy w biegu na 200 metrów w 1997.
Reprezentowała Polskę w zawodach I Ligi Pucharu Europy w 2000, zajmując 2. miejsce w sztafecie 4 x 400 metrów, z czasem 3:31,86 oraz w zawodach I Ligi Pucharu Europy w 2001, zajmując 1. miejsce w sztafecie 4 x 400 metrów, z czasem 3:32,66.
Jej rekord życiowy w biegu na 400 metrów wynosi 52,82 (5.08.2000).